# Bryant Stith
Bryant Lamonica Stith (Emporia, 10 dicembre 1970) è un ex cestista e allenatore di pallacanestro statunitense, professionista nella NBA.

## Carriera
È stato selezionato dai Denver Nuggets al primo giro del Draft NBA 1992 (13ª scelta assoluta).
Con gli Stati Uniti ha disputato i Campionati mondiali del 1990.

## Statistiche

### College
| Anno      | Squadra            | PG  | PT  | MP   | TC%  | 3P%  | TL%  | RP  | AP  | PRP | SP  | PP   |
| --------- | ------------------ | --- | --- | ---- | ---- | ---- | ---- | --- | --- | --- | --- | ---- |
| 1988-1989 | Virginia Cavaliers | 33  | 32  | 28,5 | 54,8 | 100  | 76,9 | 6,5 | 1,5 | 1,4 | 0,2 | 15,5 |
| 1989-1990 | Virginia Cavaliers | 32  | 31  | 35,2 | 48,1 | 39,2 | 77,7 | 6,9 | 1,7 | 1,3 | 0,3 | 20,8 |
| 1990-1991 | Virginia Cavaliers | 33  | 32  | 33,9 | 47,1 | 30,4 | 79,1 | 6,2 | 1,2 | 1,5 | 0,6 | 19,8 |
| 1991-1992 | Virginia Cavaliers | 33  | 33  | 36,4 | 45,2 | 36,8 | 81,5 | 6,6 | 2,2 | 1,2 | 0,4 | 20,7 |
| Carriera  | Carriera           | 131 | 128 | 33,5 | 48,3 | 35,3 | 78,9 | 6,6 | 1,6 | 1,4 | 0,4 | 19,2 |

### NBA

#### Regular season
| Anno      | Squadra             | PG  | PT  | MP   | TC%  | 3P%  | TL%  | RP  | AP  | PRP | SP  | PP   |
| --------- | ------------------- | --- | --- | ---- | ---- | ---- | ---- | --- | --- | --- | --- | ---- |
| 1992-1993 | Denver Nuggets      | 39  | 12  | 22,2 | 44,6 | 0,0  | 83,2 | 3,2 | 1,3 | 0,6 | 0,1 | 8,9  |
| 1993-1994 | Denver Nuggets      | 82  | 82  | 34,8 | 45,0 | 22,2 | 82,9 | 4,3 | 2,4 | 1,4 | 0,2 | 12,5 |
| 1994-1995 | Denver Nuggets      | 81  | 51  | 28,8 | 47,2 | 29,4 | 82,4 | 3,3 | 1,9 | 1,1 | 0,2 | 11,2 |
| 1995-1996 | Denver Nuggets      | 82  | 77  | 34,3 | 41,6 | 27,7 | 84,4 | 4,9 | 2,9 | 1,4 | 0,2 | 13,6 |
| 1996-1997 | Denver Nuggets      | 52  | 52  | 34,4 | 41,6 | 38,5 | 86,3 | 4,2 | 2,6 | 1,2 | 0,4 | 14,9 |
| 1997-1998 | Denver Nuggets      | 31  | 15  | 23,2 | 33,3 | 20,8 | 87,2 | 2,1 | 1,6 | 0,7 | 0,3 | 7,6  |
| 1998-1999 | Denver Nuggets      | 46  | 32  | 26,0 | 39,3 | 29,2 | 85,9 | 2,3 | 1,8 | 0,6 | 0,3 | 7,0  |
| 1999-2000 | Denver Nuggets      | 45  | 6   | 15,4 | 45,5 | 30,4 | 83,1 | 1,9 | 1,4 | 0,4 | 0,3 | 5,6  |
| 2000-2001 | Boston Celtics      | 78  | 74  | 32,1 | 40,1 | 37,6 | 84,5 | 3,6 | 2,2 | 1,2 | 0,2 | 9,7  |
| 2001-2002 | Cleveland Cavaliers | 50  | 5   | 13,3 | 37,2 | 35,3 | 84,6 | 1,7 | 0,8 | 0,6 | 0,1 | 4,2  |
| Carriera  | Carriera            | 586 | 406 | 28,0 | 42,4 | 32,9 | 84,1 | 3,4 | 2,0 | 1,0 | 0,2 | 10,1 |

#### Play-off
| Anno     | Squadra        | PG | PT | MP   | TC%  | 3P%  | TL%  | RP  | AP  | PRP | SP  | PP   |
| -------- | -------------- | -- | -- | ---- | ---- | ---- | ---- | --- | --- | --- | --- | ---- |
| 1994     | Denver Nuggets | 12 | 12 | 34,4 | 42,2 | 0,0  | 83,3 | 4,7 | 2,2 | 0,9 | 0,2 | 11,3 |
| 1995     | Denver Nuggets | 3  | 1  | 28,3 | 53,1 | 16,7 | 78,9 | 3,0 | 2,3 | 0,3 | 0,3 | 16,7 |
| Carriera | Carriera       | 15 | 13 | 33,2 | 44,8 | 14,3 | 82,3 | 4,3 | 2,2 | 0,8 | 0,2 | 12,4 |

## Palmarès
- Campione NIT (1992)
- MVP NIT (1992)